# Manuel Manna
Manuel Manna (Pesaro, 10 febbraio 1984) è un pilota motociclistico italiano, ritiratosi dall'attività agonistica.

## Carriera
Manna iniziò la carriera motociclistica nelle minimoto. Successivamente fa delle buone prestazioni nei campionati minori e nei campionati nazionali: si classifica all'undicesimo posto nel campionato italiano classe 125 del 2001, nella stessa categoria è nono nel 2002. Nel 2001 inoltre partecipa al Campionato Europeo Velocità dove conquista sedici punti. Queste prestazioni gli permettono di mettersi in mostra tanto da ottenere una wild card per il Gran Premio del Portogallo per il motomondiale della classe 125, finendo la gara 17º. Manna, dopo il debutto con il team Matteoni Racing, viene ingaggiato dal team Semprucci Malaguti, con compagno di squadra Gábor Talmácsi. Manna non segna nessun punto e chiude la stagione con due 22º posti fatti sia ad Estoril che a Motegi.
Dopo Manna si dedica alle categorie nazionali ed europee motociclistiche ed anche al calcio amatoriale.

## Risultati in gara nel motomondiale
| 2003 | Classe | Moto    |  |  |  |  |  |  |  |  |  |  |    |  |  |  |  |  | Punti | Pos. |
| ---- | ------ | ------- |  |  |  |  |  |  |  |  |  |  | -- |  |  |  |  |  | ----- | ---- |
| 2003 | 125    | Aprilia |  |  |  |  |  |  |  |  |  |  | 17 |  |  |  |  |  | 0     |      |

| 2004 | Classe | Moto     |    |    |    |     |     |     |    |    |     |     |    |    |    |     |     |     | Punti | Pos. |
| ---- | ------ | -------- | -- | -- | -- | --- | --- | --- | -- | -- | --- | --- | -- | -- | -- | --- | --- | --- | ----- | ---- |
| 2004 | 125    | Malaguti | 26 | 24 | 23 | Rit | Rit | Rit | 23 | 26 | Rit | Rit | 22 | 22 | 23 | Rit | Rit | Rit | 0     |      |

| Legenda | 1º posto        | 2º posto            | 3º posto            | A punti      | Senza punti        | Grassetto – Pole position Corsivo – Giro più veloce |
| Legenda | Gara non valida | Non qual./Non part. | Ritirato/Non class. | Squalificato | '-' Dato non disp. | Grassetto – Pole position Corsivo – Giro più veloce |